# هنري ماسبيرو
هنري بول جاستون ماسبيرو (بالفرنسية: Henri Maspero)‏ (16 ديسمبر 1883 - 17 مارس 1945) كان عالم صينيات فرنسي وأستاذ جامعي ساهم بكتاباته في مواضيع شتى متعلقة بشرق آسيا. ماسبيرو معروف بدراساته المبكرة للطاوية. سجنه النازيون أثناء الحرب العالمية الثانية ومات في معسكر اعتقال بوكنفالد.

## حياته وعمله
ولد هنري ماسبير في باريس في 15 ديسمبر 1883. والده جاستون ماسبيرو كان عالم مصريات فرنسي مشهور من أصول إيطالية. ماسبيرو كان يهوديا. بعد دراسته التاريخ والأدب، التحق بوالده في مصر عام 1905، وبعدها نشر الدراسة المعنونة ب«مالية مصر في عهد البطالمة» (Les Finances de l'Egypte sous les Lagides). وبعد عودته إلى باريس في 1907، درس اللغة الصينية على يد Édouard Chavannes والقانون في معهد اللغات والحضارات الشرقية بباريس. في 1908 ذهب إلى هانوي ليدرس في المعهد الفرنسي للشرق الأقصى "École française d'Extrême-Orient".
في 1918 خلف Édouard Chavannes في كرسي اللغة الصينية في كوليج دو فرانس. في 1927 نشر عمله الأضخم «تراث الصين» (La Chine Antique). خلال السنوات التالية حل محل Marcel Granet في كرسي الحضارة الصينية في السوربون، وأدار قسم الديانات الصينية في المدرسة التطبيقية للدراسات العليا، واختير عضوا في أكاديمية النقوش والآداب.
في 26 يوليو عام 1944 حيث كان ماسبيرو وزوجته لايزالان يعيشان في باريس المحتلة من النازي، قبض عليهم بسبب نشاط ابنهم في المقاومة الفرنسية. أرسل ماسبيرو إلى معسكر اعتقال بوكنفالد ليعاني هناك ظروف اعتقال قاسية قبل أن يتوفى في 17 مارس 1945 عن عمر 61، وقبل ثلاثة أسابيع من تحرير الجيش الأمريكي الثالث للمعسكر..

## روابط خارجية
- بعض من أعماله متاحة على الإنترنت مساهمة من جامعة كيبك في شيكوتيمي
- هنري ماسبيرو, بقلم E. Bruce Brooks.